# Tilly and the Fire Engines
Tilly and the Fire Engines è un cortometraggio muto del 1911 diretto da Lewin Fitzhamon.

## Trama
Tilly e Sally, le due ragazzacce, guidano un carro dei pompieri durante un incendio in un luna park.

## Produzione
Il film fu prodotto dalla Hepworth.

## Distribuzione
Distribuito dalla Hepworth, il film - un cortometraggio di 160 metri - uscì nelle sale cinematografiche britanniche nel settembre 1911. Ne venne fatta una riedizione distribuita nel 1915.
Si conoscono pochi dati del film che, prodotto dalla Hepworth, fu distrutto nel 1924 dallo stesso produttore, Cecil M. Hepworth. Fallito, in gravissime difficoltà finanziarie, il produttore pensò in questo modo di poter almeno recuperare il nitrato d'argento della pellicola.